# クライシュ族 (クルアーン)
『クライシュ族』（クライシュぞく、アラビア語: قريش UNGEGN式: Quraysh クライシュ）は、アル・クルアーン（コーラン）における第106番目のスーラである。クライシュ族は名門部族であり、マッカ（メッカ）の商業を掌握していた。ムハンマドはクライシュ族である。ムハンマドは後にクライシュ族と対立し、戦うことになる。本章は、戦いが始まる以前の啓示である。ムハンマドとクライシュ族は、後に和平条約を締結する。

## 主な内容
クライシュ族と、クライシュ族の隊商の冬と夏を、保護するために、神殿の主を、クライシュ族に崇めさせよ。その主は、クライシュ族から飢えと恐れを取り除くのである。 - 1節から4節

## アラビア語による『クライシュ族』全文
アル・クルアーン第106章 『قريش （クライシュ族）』